# 哈通尼亞紐蓬塔山
13°45′7″S 71°2′14″W / 13.75194°S 71.03722°W
哈通尼亞紐蓬塔山（Jatunñaño Punta），是秘魯的山峰，位於該國東南部庫斯科大區，處於西維納科查湖以北，屬於安第斯山脈中維爾卡潘帕山脈的一部分，海拔高度5,812米。